# Critias (Platon)
Pour les articles homonymes, voir Critias (homonymie).
Critias ou Sur l’Atlantide (en grec ancien Κριτίας ἢ Ἀτλαντικός / Kritiás ề Atlantikós) est un dialogue inachevé de Platon. Tout comme dans La République et le Ménexène, Platon montre dans ce dialogue une hostilité pour la représentation anthropomorphique qui accepte la querelle entre les dieux. Dans la logique du mythe entamée dans le Timée, dont le Critias est le dialogue qui le suit chronologiquement, les invités de Socrate prolongent l’histoire ancienne, 9 000 ans avant leur époque. Ce livre explique l'organisation de l'Atlantide.

## Personnages du dialogue
- Socrate
- Timée
- Critias
- Hermocrate

Le dialogue semble faire écho à la République dans le dialogue platonicien éponyme, et Platon, dans le Timée et en outre dans le Ménexène, s’attache à la description d'une cité idéale. Le philosophe grec poursuit dans ces deux ouvrages un but précis : démontrer aux hommes de son époque que dans les temps anciens la Grèce avait été capable de vaincre des ennemis puissants, commandés par des rois fabuleux. Ces livres constituent donc une mise en garde contre une décadence possible de la cité grecque, pour peu qu’elle abandonne les principes qui ont fait sa force. Platon légitime par-là même son utopie en ayant recours au mythe. 

### Introduction
Dans le Théétète, le propre de l'activité du philosophe est de s'étonner, et c'est là son principe et son origine. Dans le Critias, Platon écrit que les hommes ont commencé à composer des mythologies et à s'intéresser au passé par des recherches.

## L’Atlantide
Dans le Critias, Platon apporte des précisions sur l’organisation du royaume de l’Atlantide. En outre, il précise que les Égyptiens ont été les premiers à écrire cette histoire. Que celle-ci soit passée en Grèce n’a rien d'étonnant : il y avait des relations constantes entre les deux riverains de la Méditerranée.
Selon Critias : 

« Les dieux divisèrent, par tirage au sort, toute la terre en lots, plus grands ici, plus petits ailleurs. Poséidon [dieu de la mer] installa, en certain lieu de cette île, les enfants qu'il avait engendrés d'une femme mortelle (…) sur une montagne habitait alors un des hommes qui, dans ce pays-là, étaient à l'origine nés de la terre. Son nom était Événor, et il vivait avec une femme, Leucippe. Ils donnèrent naissance à une fille unique, Clitô (…) Poséidon la désira et s’unit à elle. Or, la hauteur sur laquelle elle vivait, le dieu la fortifia et l'isola en cercle. À cet effet, il fit des enceintes de mer et de terre, petites et grandes (…) Poséidon embellit l'île, il fit jaillir deux sources d’eau, l’une chaude, l’autre froide, et fit pousser sur la terre des plantes nourricières de toutes sortes. Là, il engendra et éleva cinq générations d'enfants mâles et jumeaux. Il divisa l'île Atlantide en dix parties. L’aîné devint roi, au-dessus de tous les autres. Il fit de ceux-ci des princes vassaux (…) À tous, il imposa des noms : le plus ancien, le roi, reçut le nom qui a servi à désigner toute cette île et la mer qu'on appelle Atlantique, parce que le nom du premier roi fut Atlas. »

— Platon, Critias, 113 b et passim
Quant aux neuf frères, leurs noms dérivent des qualités du peuple atlante :
- Eumélos (Εὔμηλος / Eúmêlos, « aux belles brebis »), Gadiros[6] en langage local : jumeau d'Atlas ;
- Amphérès (Ἀμφήρης / Amphễrês, « bien ajusté des deux côtés », en parlant d'un gouvernail) ;
- Évaimon (Εὐαίμων / Euaímôn, « de bonne race ») ;
- Mnéséas (Μνησεύς / Mnêseús, « qui convoite ») ;
- Autochtonos (Αὐτόχθων / Autokhthôn, « né de la terre, autochtone ») ;
- Élasippos (Ἐλάσιππος / Elásippos, « meneur de chevaux ») ;
- Mestor (Μήστωρ / Mêstôr, « conseiller », l'une des épiclèses de Zeus) ;
- Azaès (Ἀζάης / Azáês, « à la peau foncée ») ;
- Diaprépès (Διαπρέπης / Diaprépês, « le magnifique »).

Suit alors la description matérielle du royaume : 

« Les rois avaient des richesses en telle abondance que jamais sans doute avant eux nulle maison royale n'en posséda de semblables et que nulle n'en possédera aisément de telles à l'avenir. L'île leur fournissait tous les métaux durs ou malléables [vraisemblablement le plomb et l'étain] que l’on peut extraire des mines. En premier lieu, celui dont nous ne connaissons plus que le nom, (...) l’orichalque [l'airain, ou cuivre pur] ; c'était le plus précieux, après l'or, des métaux qui existaient en ce temps-là. L'île fournissait avec prodigalité tout ce que la forêt peut donner de matériaux propres au travail des charpentiers. De même, elle nourrissait en suffisance tous les animaux domestiques ou sauvages. Elle donnait encore et les fruits cultivés, et les graines qui ont été faites pour nous nourrir et dont nous tirons les farines. Ainsi, recueillant sur leur sol toutes ces richesses, les habitants de l'Atlantide construisirent les temples, les palais des rois, les ports. »

— Platon, Critias, 114 d.
Puis, comme toujours, après la splendeur survient de la décadence :

« Pendant de nombreuses générations, les rois écoutèrent les lois et demeurèrent attachés au principe divin auquel ils étaient apparentés, mais quand l'élément divin vint à diminuer en eux, par l'effet du croisement avec de nombreux mortels. Ils tombèrent dans l’indécence... »

— Platon, Critias, 121 a-b.
 Le Critias s'arrête là. Soit Platon n'écrivit jamais la suite, dans laquelle il devait détailler la guerre des Athéniens contre les Atlantes, soit celle-ci s'est perdue. Le même doute subsiste quant à l'existence du troisième dialogue, l'Hermocrate, qui devrait en toute logique compléter le triptyque.
Une étude stylométrique par ordinateur attribue à Speusippe divers textes de Platon : la Lettre VII, l'introduction du Timée, le Critias. Mais l’authenticité du Critias est généralement admise par la critique.